# WeChat
WeChat (/wiˈtʃæt/) ou Weixin (en chinois : 微信 ; pinyin : Wēixìn ; litt. « micro-message » ; prononcé : /u̯eɪ̯˥ ɕin˥˩/ ) est une application mobile de messagerie textuelle et vocale développée par le géant chinois Tencent Holdings Limited. Elle permet également les appels audio et vidéo et compte plus d'un milliard de comptes dans le monde en mars 2018. Elle est disponible dans d'autres langues depuis avril 2012, date du lancement en dehors de la Chine. Weixin est le nom chinois de l'application lancée par l'entreprise Internet chinoise Tencent. Son expansion en 2013 à l'international comprend l'Inde notamment. L’application génère maintenant 700 millions d’activités de géolocalisation par jour. L' application a été lancée en janvier 2011.
De nombreux experts en média social expliquent que l'application mobile a un fort potentiel marketing pour les marques mais aussi pour les jeux ou encore le M-Commerce sachant que WeChat est différent de Weibo, une plateforme de microblogage chinoise. Wechat a par exemple déjà dépassé Sina Weibo en nombre de requêtes sur Google en 2013.
La plateforme WeChat est réputée pour la surveillance et la censure des contenus échangés par ses utilisateurs, y compris pour les comptes enregistrés hors de Chine.

## Histoire
En janvier 2013 elle compte 300 millions de membres à travers le monde, dont 240 millions uniquement en Chine.
En juillet 2013, le réseau Wechat compte 400 millions d'utilisateurs en Chine et 70 millions d'utilisateurs en dehors de la Chine.
D'après l'agence de presse chinoise Xinhua, WeChat comptait en octobre 2013, 600 millions d'utilisateurs sur toute la planète,.
En avril 2014, le réseau continue de se développer et attaque frontalement ses concurrents directs : Facebook Messenger et Whatsapp en tête. Il diffuse notamment deux vidéos qui mettent en scène le fondateur de Facebook Mark Zuckerberg. Celui-ci consulte son psy qui lui conseille d'utiliser WeChat pour localiser ses amis et développer toujours plus de liens.
En mars 2018, l'application passe le cap d'un milliard de comptes. 
WeChat comptait 1,17 milliard d'utilisateurs au premier trimestre 2020. D'après les dernières statistiques, 902 millions d'utilisateurs utilisent quotidiennement WeChat.

## Fonctionnalités
Les applications sous WeChat sont :
- non blocage des utilisateurs;
- l'échange de contenu photo ;

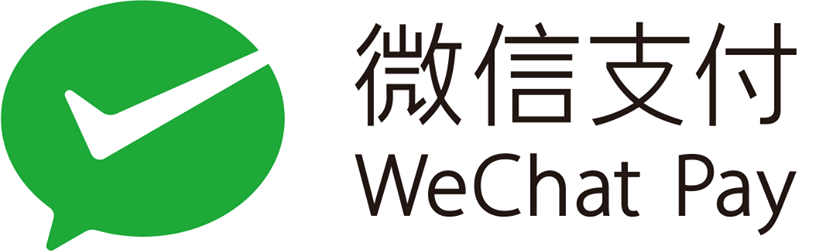
Logo du système de paiement WeChat Pay.

- de l'audio, l'application profite du micro des plateformes mobiles ou fixe pour envoyer des messages vocaux courts ;
- de la vidéo, utilisant alors la caméra intégrée à l'appareil mobile ou bien une webcam sur un ordinateur ;
- paiement par téléphone ;
- services de géolocalisation grâce à ses greffons sociaux (« Shake », « Look Around » et « Drift Bottle ») ;
- lecture des codes QR permettent de retrouver les amis et les marques ;
- services évolués de chat, avec fonction appel et vidéo conférence ;
- moments, service de microblog permettant de poster dans un message quelques images et des textes courts ;
- émoticons, service de gestion de bibliothèques d'émoticônes, certains sont proposés gratuitement, d'autres sont vendus ;
- « bouteille à la mer » service où l'on jette un message dans le réseau. Un autre utilisateur du réseau pourra alors la pêcher[17].

## Censure
Comme le reste des moyens de communication sur Internet en Chine, WeChat est soumis à la censure du gouvernement chinois. Le système utilisé repose sur des mots-clés « interdits » (relatifs à des sujets sensibles en Chine comme le statut du Tibet, les personnalités du Parti…) et permet la suppression de façon « invisible » (sans notifier les utilisateurs) de contenu. Certains nombres ou montants sont aussi interdits pour leur valeur symbolique. D’après des recherches menées à l’université de Toronto, cette censure est plus ou moins stricte selon le cadre des conversations (messages privés, groupes de discussion ou microblog), et le numéro de portable renseigné à l’inscription : les utilisateurs avec un numéro chinois sont davantage contrôlés que les étrangers, même s’ils ne se trouvent pas sur le sol chinois. Le système de censure s’adapte de plus aux évolutions technologiques, des spécialistes supposant en effet qu’il recourt à des technologies d’apprentissage automatique.
Lors du 19e congrès national du Parti communiste chinois en 2017, les utilisateurs ne peuvent plus changer les éléments de leur profil (pseudonyme, description, photo) pour éviter qu’ils ne s’en servent comme support d’expression politique.
En 2019, lors des célébrations pour les 30 ans des manifestations de la place Tian'anmen, des utilisateurs sont bloqués pour avoir contribué en partageant des photos d’attroupements (sans légende textuelle) à « propager des rumeurs néfastes ». Le processus de déblocage permettant de revenir sur WeChat comprend alors l’enregistrement d’une photo et d’extraits vocaux, permettant ainsi à Tencent, et indirectement au régime au pouvoir en Chine, de constituer une base de données biométriques des personnes ayant été bloquées.
En 2020, le compte du professeur de droit Xu Zhangrun, qui avait dans un article critiqué la gestion par le pouvoir chinois de la pandémie de Covid-19, a été suspendu sans préavis.
La censure ne se limite pas à la Chine et touche aussi les comptes enregistrés à l'étranger. Le contenu échangé par ses comptes est surveillé et sert également à enrichir les données utilisées par WeChat pour surveiller les comptes enregistrés en Chine.